# Erica Dasher
Erica Dasher (Houston, 27 ottobre 1986) è un'attrice statunitense.
È principalmente nota per il ruolo di Jane Quimby, la protagonista della serie della ABC Family Jane stilista per caso.

## Biografia
Frequenta la Village School nella parte ovest di Houston, in Texas, per poi trasferirsi alla Westside High School (Houston, Texas), dove si laurea nel 2004. Successivamente frequenta la University of Southern California, dove studia teatro con l'intenzione di diventare regista e produttrice.
Interpreta il ruolo di Madison in The Lake, una serie web della WB Television Network.  Nel 2007, insieme con Sami Kriegstein, fonda la società di produzione Not Just Dead Bodies, per la quale produce il film documentario Double Speak (2009).
Ottiene poi la parte da protagonista nella serie Jane stilista per caso della ABC Family.

## Filmografia

### Cinema
- Chicken on a Pizza, regia di Vahe Gabuchian - cortometraggio (2010)
- The Body Tree, regia di Thomas Dunn (2017)

### Televisione
- Vicariously - serie TV, un episodio (2009)
- The Lake - serie TV, 12 episodi (2009)
- Jane stilista per caso (Jane by Design) - serie TV, 1 episodi (2012)
- CSI - Scena del crimine  (CSI: Crime Scene Investigation) - serie TV, un episodio (2013)
- Guidance - serie TV, 10 episodi (2016)